# Siège des bases britanniques à Bassorah
Guerre d'Irak
Le siège des bases britanniques à Bassorah est mené par l'Armée du Mahdi entre le 27 février et le 3 septembre 2007 pendant la guerre d'Irak.

## Contexte
Deux bases britanniques étaient implantées à Bassorah, une dans les faubourgs de la ville près de l'aéroport (5 000 soldats) et une autre dans le palais du centre-ville (700 soldats).

## Déroulement du siège
Le 27 février, un soldat britannique est tué à Bassorah. L'aéroport est placé sous un feu régulier de mortiers et de roquettes. Plus de 300 roquettes touchent l'aéroport en l'espace de deux mois, entre juin et août. Les tirs de tireur d'élite contre les soldats britanniques se font de plus en plus courant, ainsi que les engins explosifs improvisés, notamment contre les convois transportant de la nourriture, du carburant et des munitions partant de l'aéroport pour la garnison du palais. Les hélicoptères ne sont pas utilisés car trop exposés aux tirs de roquettes,.
Le contingent danois de 470 soldats tombe sous l'attaque des insurgés chiites, ce qui pousse le Danemark à se retirer d'Irak le 2 août.

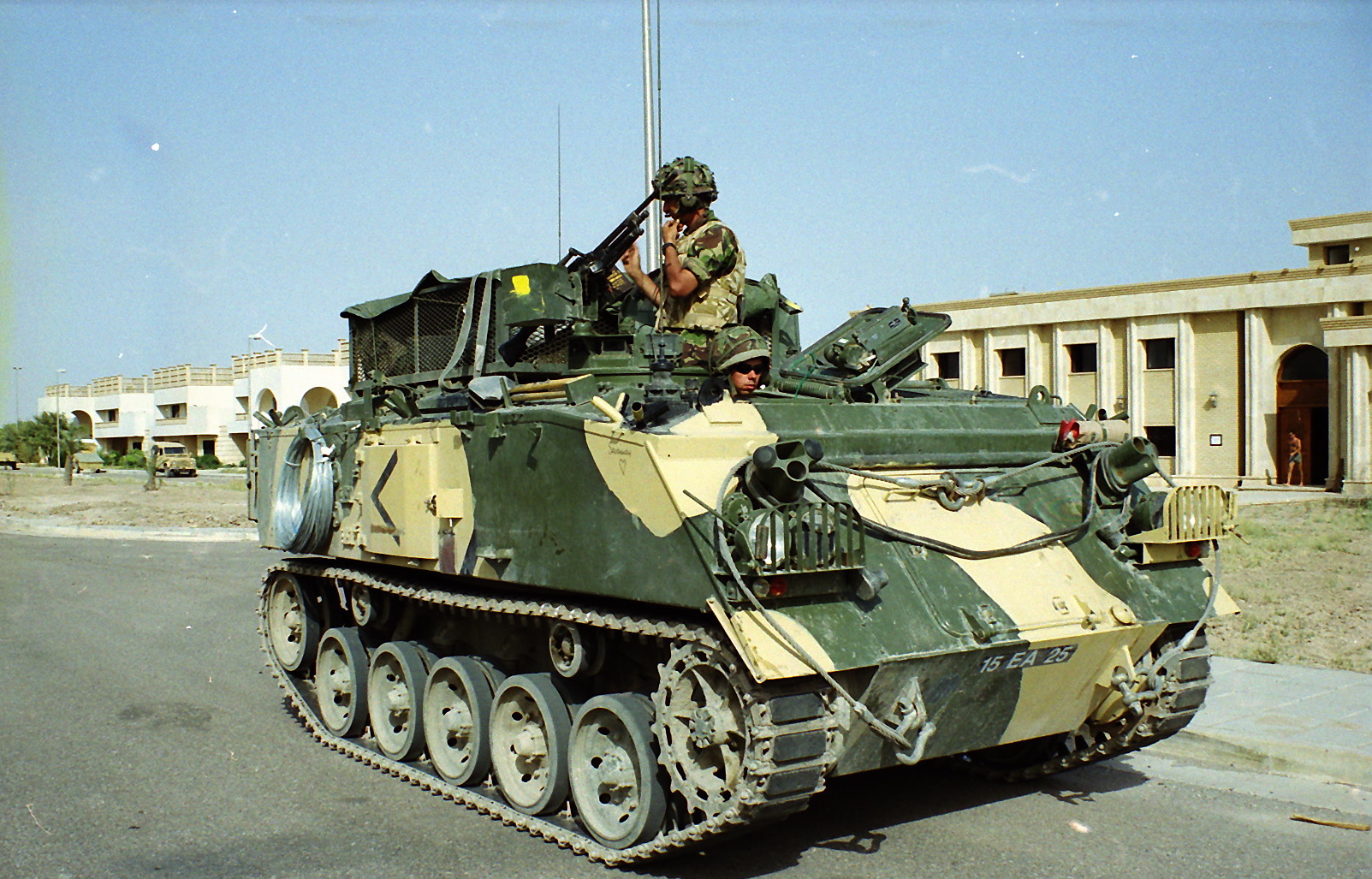
Char britannique dans les rues de Bassorah en 2003

Le 3 septembre, les Britanniques se retirent du centre-ville de Bassorah pour rejoindre l'aéroport, laissant ainsi le contrôle de la ville aux miliciens chiites. Cette décision est vivement critiquée par les Américains. En décembre, l'armée britannique cède le contrôle de l'aéroport aux Irakiens. La ville sera reprise en mars 2008 par les forces gouvernementales irakiennes.

## Source
- (en) Cet article est partiellement ou en totalité issu de l’article de Wikipédia en anglais intitulé « Siege of U.K. bases in Basra » (voir la liste des auteurs).